# Декларация о предоставлении независимости колониальным странам и народам

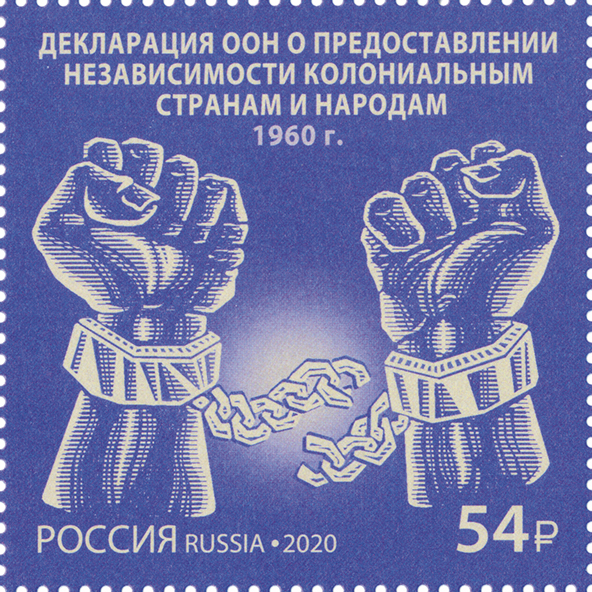
Почтовая марка. Декларация «О предоставлении независимости колониальным странам и народам»

Декларация о предоставлении независимости колониальным странам и народам — декларация Генассамблеи ООН 15-й сессии от 14 декабря 1960, провозгласившая необходимость положить конец колониализму и связанной с ним любой практике сегрегации и дискриминации, а также подтвердившая неотъемлемое право на полную независимость и свободу народов всех колониальных стран и других несамоуправляющихся территорий.

## Предпосылки

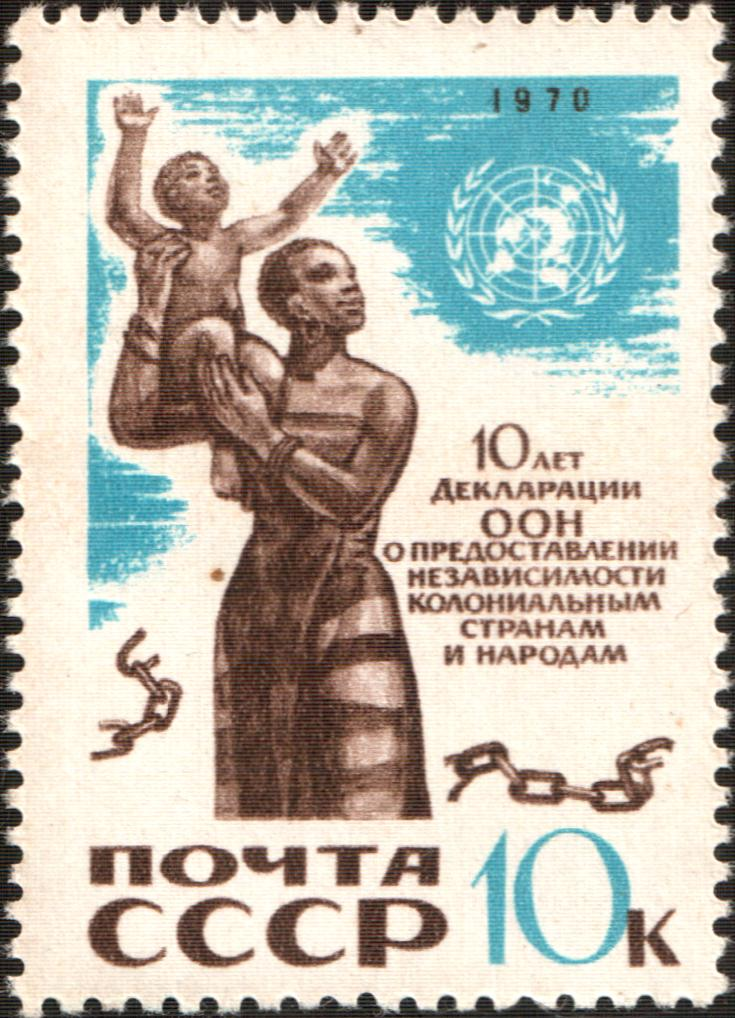
Почтовая марка СССР, 1970 год

Положения декларации сформулированы на основе норм других документов, ранее одобренных международным сообществом государств. Устав ООН провозгласил принцип равноправия и самоопределения народов и наций и обязал колониальные державы «максимально способствовать» развитию населения колоний в направлении к самоуправлению и самостоятельности. Это облегчило многим народам путь к независимости. Впрочем, к 1960 году под колониальным правлением всё ещё проживало около 100 миллионов человек, а в Алжире, Индокитае и других зависимых странах велись колониальные войны. Управляющие державы под предлогом предотвращения «хаоса и насилия», а также подготовки колоний к тому, «чтобы они могли самостоятельно стоять на собственных ногах», всячески тормозили их освобождение. Западные политики и учёные, оправдывая курс на сохранение колониализма, утверждали, что правом самоопределения могут пользоваться только нации, а на население колониальных стран этот принцип не распространяется, так как нации там ещё не сформировались. Великобритания, вынужденная предоставить независимость ряду своих колоний, стремилась передать управление в руки белого меньшинства везде, где оно было. Наконец, все колониальные державы, грубо попирая волю народов, делали всё возможное, чтобы сохранить в освобождаемых странах навязанный им в период своего господства капиталистический общественный строй, то есть чтобы лишить народы возможности осуществить своё право на самоопределение в полном объёме.
Возникновение после Второй мировой войны мировой социалистической системы изменило соотношение сил на международной арене. Появление новых социалистических государств, а также первых освободившихся стран в самой ООН существенно повлияло на соотношение сил и в этой организации, где раньше безотказно действовала послушная США машина голосования. Опираясь на поддержку и пример мировой системы социализма, национально-освободительное движение набрало силы. Только в 1960 году, году Африки, в Африке возникло 17 новых государств.
Важное значение имела и теоретическая разработка учёными социалистических стран, прогрессивными деятелями освободившихся государств, международно-правовых аспектов ликвидации колониализма. Они показали, что правом на самоопределение пользуются не только нации, но и народы, состоящие из части формирующейся в нацию национальной группы или нескольких таких групп, имеющие общую территорию, одну или несколько других общностей (историческую, языковую, религиозную) и объединённые общностью цели, которой они хотят достичь посредством самоопределения. Было продемонстрировано также, что принцип самоопределения включает в себя не только право народа на определение своего международного статуса, но и право на самостоятельное решение всех своих внутренних дел, включая определение общественного строя.

## Принятие
23 сентября 1960 на 15-й сессии ГА ООН советской делегацией был внесён на рассмотрение проект Декларации о предоставлении независимости колониальным странам и народам. В его введении подчёркивалась несовместимость колониальных порядков с положенными в основу Устава ООН гуманными идеалами, в частности равноправия и самоопределения наций и народов. В документе разоблачался миф о неспособности колониальных народов управлять своими делами, указывая, что международные конфликты и войны порождаются империалистическими державами, их политикой поощрения расизма и разжигания взаимной ненависти между странами и народами. Советский проект впервые призывал безотлагательно полностью ликвидировать колониализм и предоставить всем колониальным странам, подопечным и другим несамоуправляющимся территориям полную независимость и свободу в строительстве собственных национальных государств. В этом его историческое значение.
Во время развернувшегося на Генеральной Ассамблее ООН обсуждения конкретные предложения советского проекта поддержали представители более 70 делегаций. Афро-азиатские государства подготовили параллельный проект Декларации, который включал ряд принципиальных положений советского проекта. Учитывая общность положений афро-азиатского проекта с советским проектом, советская делегация сочла возможным не вносить в него поправки, а ограничиться двумя дополнениями: указать, что всем колониальным странам независимость должна быть предоставлена не позднее 1961 года и что следующей сессии ГА ООН должен быть рассмотрен вопрос, о выполнении Декларации.
Поскольку советский проект не был принят (за — 32 голоса, против 30 при 30 воздержавшихся), а афро-азиатский был одобрен большинством голосов (89 при 9 воздержавшихся — Соединённых Штатах с их союзниками), Советский Союз, стремясь придать Декларации максимальный политический вес, официально присоединился к этому документу.

## Принципы
Декларация призывала незамедлительно покончить с колониализмом во всех его формах и проявлениях, квалифицировал колониализм как препятствие на пути международного экономического сотрудничества, социального, культурного, экономического развития зависимых народов. Она показывала, что колониализм подрывает идеалы ООН, заключающиеся во всеобщем мире, поскольку иностранное иго и эксплуатация создают прямую угрозу человечеству. Потребовала покончить с практикой сегрегации и дискриминации, предпринять незамедлительные шаги для передачи власти народам подопечных, несамоуправляющихся или других территорий, ещё не получивших независимости, прекратить вооружённые действия и репрессии против зависимых народов. Осуждала любые попытки, направленные на то, чтобы частично или полностью подорвать национальное единство и территориальную целостность освободившихся стран. В Декларации подчёркивалось, что недостаточная политическая, экономическая и социальная подготовленность или неподготовленность в области образования никогда не должна использоваться как предлог для задержки в предоставлении независимости.
Из числа советских дополнений было принято второе — обсудить на 16-й сессии ГА ООН вопрос о выполнении Декларации. С тех пор этот вопрос постоянно остаётся в повестке дня всех очередных сессий ГА ООН.
Принятие Декларации в значительной степени ускорило ликвидацию колониальных режимов. На развалинах колониальных империй возникло около 100 новых государств, колониальная система империализма была ликвидирована.